# パラッツォ・アドリアーノ
パラッツォ・アドリアーノ（イタリア語: Palazzo Adriano）は、イタリア共和国シチリア自治州パレルモ県にある、人口約2,000人の基礎自治体（コムーネ）。
この村は、映画『ニュー・シネマ・パラダイス』の撮影地として知られている。

## 名称
標準イタリア語以外では以下の名称を持つ。
- シチリア語: Palazzu Adrianu

## 地理

### 位置・広がり
シチリア島西部の内陸部、パレルモ県南部に所在するコムーネで、アグリジェント県との境界にあたる。パラッツォ・アドリアーノの町は、コルレオーネから南東へ16 km、リベーラから北北東へ22 km、アグリジェントから北北西へ45 km、州都・県都パレルモから南へ48 kmの距離にある。
コムーネの領域は南北に細長く、かつ複雑な形状をしている。

#### 隣接コムーネ
隣接するコムーネは以下の通り。括弧内のAGはアグリジェント県所属を示す。
- プリッツィ - 北東
- カストロノーヴォ・ディ・シチーリア - 東
- ビヴォーナ (AG) - 南東
- ルッカ・シークラ (AG) - 南
- ブルジョ (AG) - 南西
- キウーザ・スクラーファニ - 西
- コルレオーネ - 北西

- パラッツォ・アドリアーノのパノラマ

## 歴史
この町が最初に記録にあらわれるのは、シチリア伯ルッジェーロ1世の治下（1060年以後）のことで、casale Arianum として言及される。1243年の記録では、この集落についてより詳しい情報が記されている。これによれば、現在のパラッツォ・アドリアーノを構成する一帯は30以上の荘園からなり、Santa Maria di Fossanova 修道院から貸借がおこなわれていた。

## 人口

### 居住地区別人口
国立統計研究所（ISTAT）によれば、2001年国勢調査時点での居住地区（Località abitata）別の人口は以下の通り。
| 地区名            | 標高     | 人口  | 備考                                   |
| ----------------- | -------- | ----- | -------------------------------------- |
| PALAZZO ADRIANO   | 155/1450 | 2,530 |                                        |
| PALAZZO ADRIANO * | 696      | 2,500 |                                        |
| Case Sparse       | -        | 30    |                                        |
| Lago di Prizzi    | 648      | -     | プリッツィと分割する湖水               |
| Lago Gammauta     | 500      | -     | キウーザ・スクラーファニと分割する湖水 |

- ISTATは人口統計上、家屋密度の高い centro abitato （居住の中心地区）、密度の低い nucleo abitato （居住の核となる地区）、まとまった居住地区を形成していない case sparse （散在家屋）の区分を用いている。上の表で地名がすべて大文字で示されているものが centro abitato である。「*」印が付されているのは、コムーネの役場・役所 la casa comunale の置かれている地区である。

## 文化・観光

### 見どころ
- Church of Maria SS. Assunta - 16世紀。ビザンツ典礼。
- Church of Maria SS. del Lume - 18世紀。ラテン典礼。
- Church of Maria SS. del Carmelo - 16世紀。コリント式の柱で構成された門のある一つの身廊を持つ。
- Sanctuary of San Nicola - 16世紀
- Sanctuary of Santa Maria delle Grazie - 16世紀

### 映画
この村では1988年、ジュゼッペ・トルナトーレ監督の映画『ニュー・シネマ・パラダイス』が撮影された。

## 交通

### 道路
国道
- SS188 (中央西シチリア、国道188号線) 
〔… - サンブーカ - キウーザ - ビザックイーノ〕 - パラッツォ・アドリアーノ - 〔プリッツィ - …〕

シチリア島西端のマルサーラから内陸の小町村を東西に結んでサレルノ県内陸部のレルカーラ・フリッディに至るSS188が、パラッツォ・アドリアーノの集落を通過している。

## 人物

### 著名な出身者
- ダラ (Gabriele Dara)  - 19世紀の政治家・詩人。アルバレシュ人（英語版）（アルバニア系）。
- サルヴァトーレ・カシオ - 『ニュー・シネマ・パラダイス』で知られる子役俳優。

### ゆかりの人物
- フランチェスコ・クリスピ（英語版） - 19世紀の政治家、イタリア王国首相。出生地は近在のリベーラ（当地から南南西へ22 km[注釈 1]）。